# اومبرتو اوزپی
اومبرتو اوزپی (انگلیسی: Umberto Eusepi؛ زادهٔ ۹ ژانویهٔ ۱۹۸۹) بازیکن فوتبال اهل ایتالیا است.
از باشگاه‌هایی که در آن بازی کرده‌است می‌توان به باشگاه فوتبال کارپی، باشگاه فوتبال پروجا، باشگاه ورزشی لاتزیو، باشگاه فوتبال آنکونا، باشگاه فوتبال سالرنیتانا، باشگاه فوتبال آ.اس. رم، باشگاه فوتبال رجانا، باشگاه فوتبال پیزا، باشگاه فوتبال بنونتو، باشگاه فوتبال جنوآ، باشگاه فوتبال نووارا، باشگاه فوتبال پرو ورچلی، و باشگاه فوتبال وارزه اشاره کرد.
وی همچنین در تیم‌های ملی فوتبال زیر ۱۸ سال ایتالیا، زیر ۱۹ سال ایتالیا، و زیر ۲۰ سال ایتالیا بازی کرده‌است.